# نشرة إعلامية

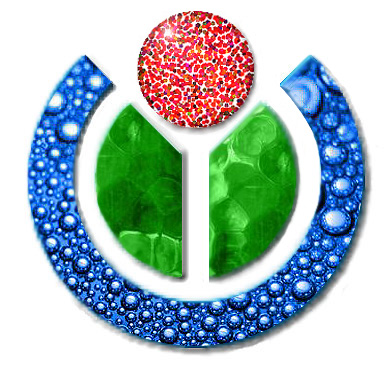

الرسالة الإخبارية أو النشرة الإعلامية (بالإنجليزية: Newsletter) هي إصدار يوزع بانتظام ويكون عمومًا عن موضوع واحد رئيسي يهم المشتركين. الصحف والنشرات هي أنواع للرسائل الإخبارية. بالإضافة لذلك، اكتسبت الرسائل الإخبارية التي تسلم إلكترونيًا عبر البريد الإلكتروني (الرسائل الإخبارية الإلكترونية) قبولاً سريعًا لنفس الأسباب التي جعلت البريد الإلكتروني عامة يكسب شعبية تفوق المراسلات المطبوعة. وتوزع الرسائل الإخبارية بالمدارس لإخبار الآباء بالأشياء التي تحدث في المدرسة.
يتم نشر العديد من الرسائل الإخبارية بواسطة الأندية والكنائس والجمعيات والاتحادات والمؤسسات التجارية، خاصة الشركات، لتوفير معلومات تخص اهتمامات أعضائها أو العملاء أو الموظفين. يتم إنشاء بعض الرسائل الإخبارية كمشاريع إدرار للمال وبيعها مباشرة للمشتركين. ويعد إرسال الرسائل الإخبارية للعملاء الحاليين والمتوقعين هو إستراتيجية تسويق شائعة والتي يمكن أن يكون لها مزايا وعيوب. وتشمل السمات العامة للرسائل الإخبارية الأخبار والأحداث القادمة للمنظمات ذات الصلة، فضلا عن معلومات الاتصال.